# Homalotyloidea aphycomorpha
Homalotyloidea aphycomorpha är en stekelart som beskrevs av Mercet 1925. Homalotyloidea aphycomorpha ingår i släktet Homalotyloidea och familjen sköldlussteklar. Inga underarter finns listade i Catalogue of Life.